# Colluricincla boweri
Picanço-de-bower ou sibilante-acanelado (Colluricincla boweri) é uma espécie de ave da família Colluricinclidae.
É endémica da Austrália.
Os seus habitats naturais são: florestas subtropicais ou tropicais húmidas de baixa altitude e regiões subtropicais ou tropicais húmidas de alta altitude.